# La Peña (Arrigorriaga)
La Peña es un barrio del municipio español de Arrigorriaga, perteneciente a la provincia de Vizcaya, en la comunidad autónoma del País Vasco.

## Historia
Hacia finales del siglo XIX, el lugar, ya por entonces perteneciente a Arrigorriaga, tenía contabilizada una población de alrededor de medio centenar de habitantes. Aparece descrito en el sexto volumen del Diccionario geográfico, estadístico, histórico, biográfico, postal, municipal, marítimo y eclesiástico de España y sus posesiones de ultramar de Pablo Riera y Sans con las siguientes palabras:

LA PEÑA.—B. agreg. al ayunt. de Arrigorriaga, del que dista 6 k. Cuenta sobre unos 50 hab. y 13 edif.—Org. civ. Corresponde á la prov. de Vizcaya y contribuye con su ayunt. para las elecciones de diputados provinciales y las de Córtes.—Org. mil. C. G. de las Provincias Vascongadas y C. M. de Vizcaya.—Org. ecle. Pertenece á la misma dióc. y arciprestazgo de su ayunt.—Org. jud. Se halla adscrito al part. jud. y aud. de lo criminal de Bilbao y á la territ. de Búrgos.—Org. econ. Para el pago de sus impuestos depende de la Delegacion de Hacienda de su prov.—S. púb. Recibe y emite la corr. por la A. de Bilbao á Castejon, estacion y car. de Arrigorriaga.—Ob. púb. y med. de com. Para verificar sus transportes y relacionarse con as demás pob. limítrofes, cuenta con los caminos que cruzan por su tér.—Ins. púb. La escuela radica en la cabecera de su ayunt.—Art., of. ind. La ind. dominante en esta localidad es la agrícola.—Pob. Ninguna importancia ofrecen los 13 edif. que la forman.—Sit. geog. y top. (Véase el artículo referente á su ayunt.).
(Riera y Sans, 1884, p. 44)

En la actualidad, pertenece a la entidad singular de población de Abusu/La Peña.